# 迈松讷沃
迈松讷沃（法語：Maisonneuve，法語發音：[mɛzɔ̃.nœv]）是法国新阿基坦大區维埃纳省的一个市镇，位于该省西部，属于普瓦捷区。

## 地理
迈松讷沃（46°43'17"N, 0°3'24"E）面积8.97 平方千米，位于法国新阿基坦大区维埃纳省，该省份为法国中西部省份，北起曼恩-卢瓦尔省和安德尔-卢瓦尔省，西接德塞夫勒省，南至夏朗德省，东南接上维埃纳省，东临安德尔省。
与迈松讷沃接壤的市镇（或旧市镇、城区）包括：杜村、谢尔沃、马索涅、武扎耶。

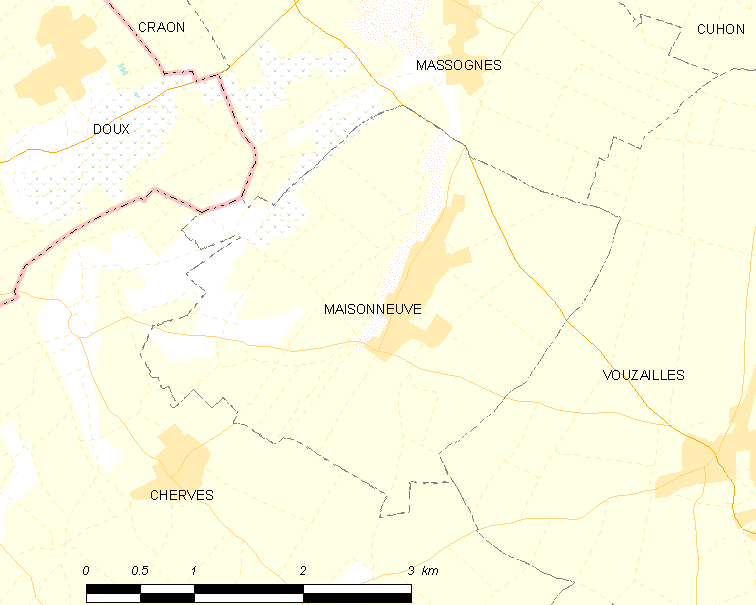
迈松讷沃的OSM定位图

迈松讷沃的时区为UTC+01:00、UTC+02:00（夏令时）。

## 行政
迈松讷沃的邮政编码为86170，INSEE市镇编码为86144。

## 政治
迈松讷沃所属的省级选区为米涅-欧桑斯县。

## 人口

1962-2008年间迈松讷沃人口变化图示

迈松讷沃于2022年1月1日时的人口数量为324人。